# 石灰岩
石灰岩（せっかいがん、英語: limestone）は、炭酸カルシウム（CaCO3、方解石または霰石）を50 %以上含む堆積岩。炭酸カルシウムの比率が高い場合は白色を呈するが、不純物により着色し、灰色や茶色、黒色の石灰岩もある。

## 性質・特徴
肉眼では結晶化しているように見えないが、ミクロのレベルでは結晶構造が存在する。現在、地上の鉱物中に観られる炭酸カルシウムの結晶構造は、六方晶系の方解石型と、斜方晶系のアラゴナイト（霰石）型がある。地上や地下浅くで結晶化させた場合は方解石型になるが、地下深くの高温高圧下で結晶化した場合はアラゴナイトになり、貝殻など生物活動で結晶化した場合もアラゴナイト型をとることがある。アラゴナイトは地上の雰囲気下では徐々に方解石に変化（転移）するので、一般的な石灰岩は方解石型である。
大理石の記事も参照。

## 成因

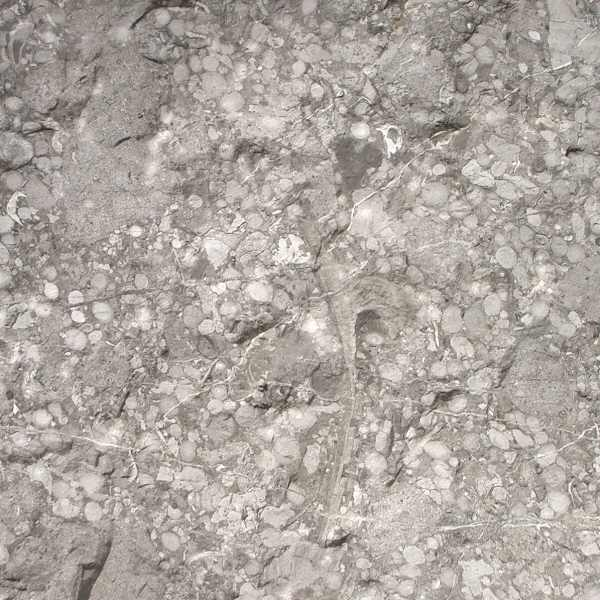
フズリナ（紡錘虫）の化石を含んだ石灰岩（大垣城の石垣）

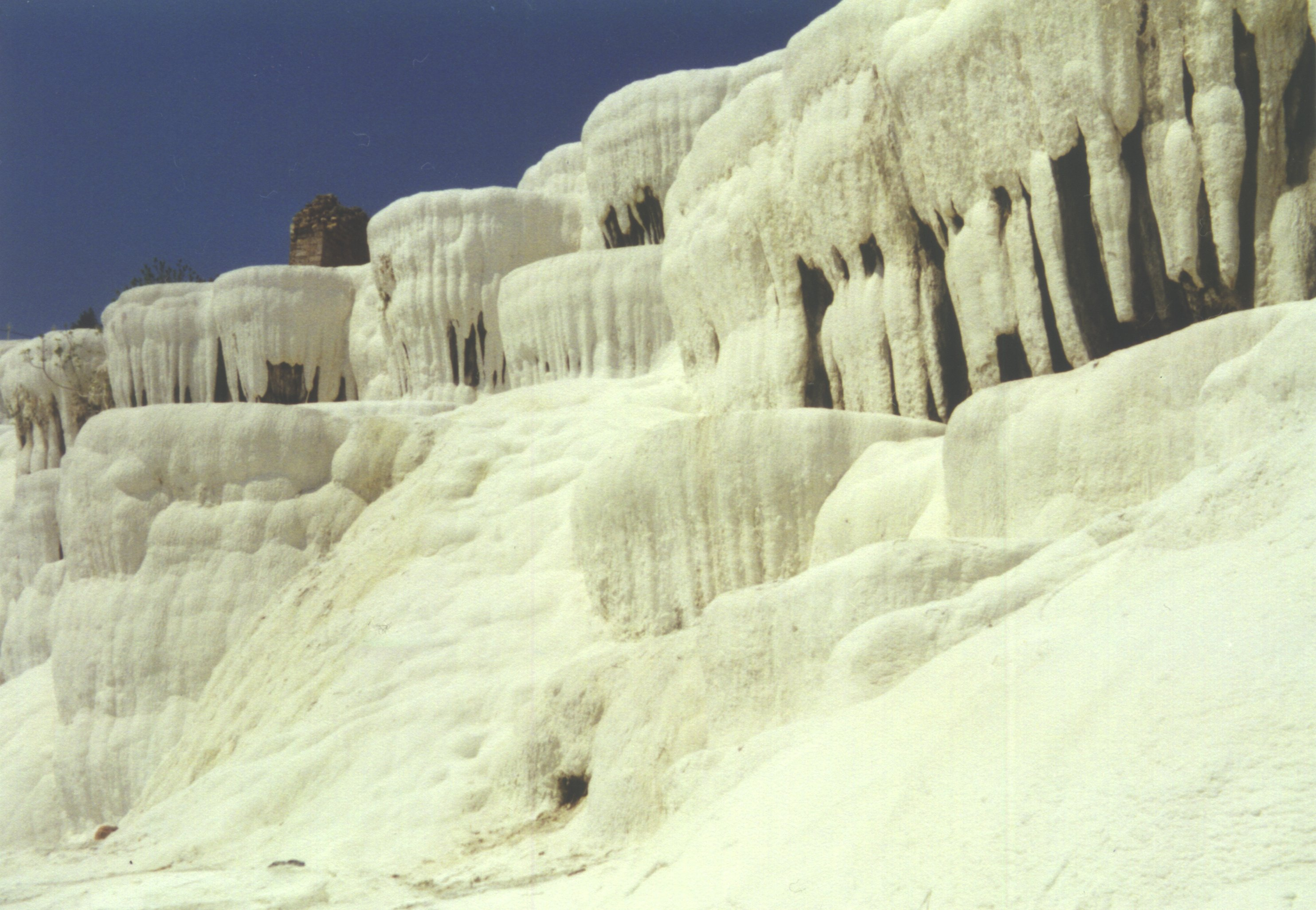
パムッカレの温泉石灰棚

石灰岩の成因には生物起源と化学的沈殿の2種類がある。石灰岩には大量の二酸化炭素を含むため、地球上の石灰岩がすべて熱分解したと仮定する場合、気温が300度上昇するといわれる。

### 生物起源
主に熱帯から亜熱帯の比較的浅い海域において、炭酸カルシウムを主成分とする、サンゴ、海棲動物の骨、貝殻などが堆積し、その後の続成作用によって形成されたものである。生物起源の石灰岩には明瞭な化石を含むものも多い。
顕生代においては、古生代のオルドビス紀頃と石炭紀〜ペルム紀頃、中生代の白亜紀頃の3回、海生生物起源の石灰岩が大量に生成した。例えば、古生代後期〜中生代に存在した海域（テチス海）で生成した石灰岩は、現在、アルプス山脈・ヒマラヤ山脈・極東アジアの各地で見られる。また、白亜紀の語源となったイギリスのドーバー海峡に見られる白亜（チョーク）も、海生微生物起源の石灰岩である。同様な生物活動は現在も続いており、サンゴ礁では今も石灰岩が生成されつつある。
その組成は、水分と二酸化炭素が48.0 %、残りの52.0 %が炭酸カルシウムである。

### 化学的沈殿
水から炭酸カルシウムそのものが化学的に沈殿したもので、通常、化石は含まれない。石灰分を多く含む温泉水やカルスト泉の沈殿物としての生成が量的には多い（石灰華、トラバーチン）。
世界遺産に登録されたトルコのヒエラポリス-パムッカレの石灰棚が有名。日本では白骨温泉など。他には、石灰洞内の洞窟生成物など。

## 産出地と地形・生物
石灰岩は堆積・沈殿した元の場所に産出する原地性のものと、一旦できた岩石が運ばれて二次的に堆積した非原地性のものがある。世界的には非原地性のものも多いが、日本の石灰岩産地は大部分が原地性である。
石灰岩は比較的風化されにくいので、山脈中の高いピークや大きな山となっている場合が多い。ヒマラヤ山脈のエベレストの頂上や、アルプス山脈のアイガー等は石灰岩でできている。日本では伊吹山や藤原岳や武甲山が全山、石灰岩である。
石灰岩の主成分である炭酸カルシウムは雨水に溶解するため、溶食によってドリーネや鍾乳洞を造り、特徴的なカルスト地形を形成する。日本では秋吉台や吉備高原、また四国西部や北九州地域（平尾台）にカルスト地形が存在する。また、風化に強いが溶食され易いことから、中国の桂林のような特異な地形を形成する場合がある。
また、南西諸島の沖永良部島、喜界島、伊良部島のような隆起サンゴ礁と呼ばれる島々では、現在も島周辺で大量の造礁サンゴが石灰岩を生成し、島自体は成長を続けている。これらの島は大部分が石灰岩でできている。また、ドーバー海峡の白亜にもあるようである。
これらの山の岩場やカルスト地形の地では石灰岩地に特有の植物が見られる（ヒメフウロなど）ことから、それらを石灰岩植物、あるいは好石灰岩植物、その性質を好石灰岩性などという。動物にも例がある。特にカタツムリなど陸産貝類は石灰質を殻の形成に必要とするために石灰岩地帯では特に多産し、独特の種がいる例も多い。

## 石材としての使用（大理石）
石灰岩は石材として一般的に使用されている。「ライムストーン」の名称で取り扱われる石材は石灰岩のことである。古くはエジプトのピラミッドに使われた例がある。石灰岩産地では石垣などにも多用されている。
大理石は白色の結晶質石灰岩のことで、ヨーロッパではギリシア時代から建物や彫刻に使用されている。日本ではビルの内装等の装飾に使われている岩石を、結晶質石灰岩も石灰岩もひっくるめて「大理石」と呼んでいる。ビルの内装にアンモナイト等の化石が見られることがあるが、細部まで明瞭な化石が残存する場合は材質的には石灰岩であることが多い。また、変成を受けた石灰岩の中にも大きな生物の化石痕跡が残る場合もある。

## 工鉱業的使用（石灰石）

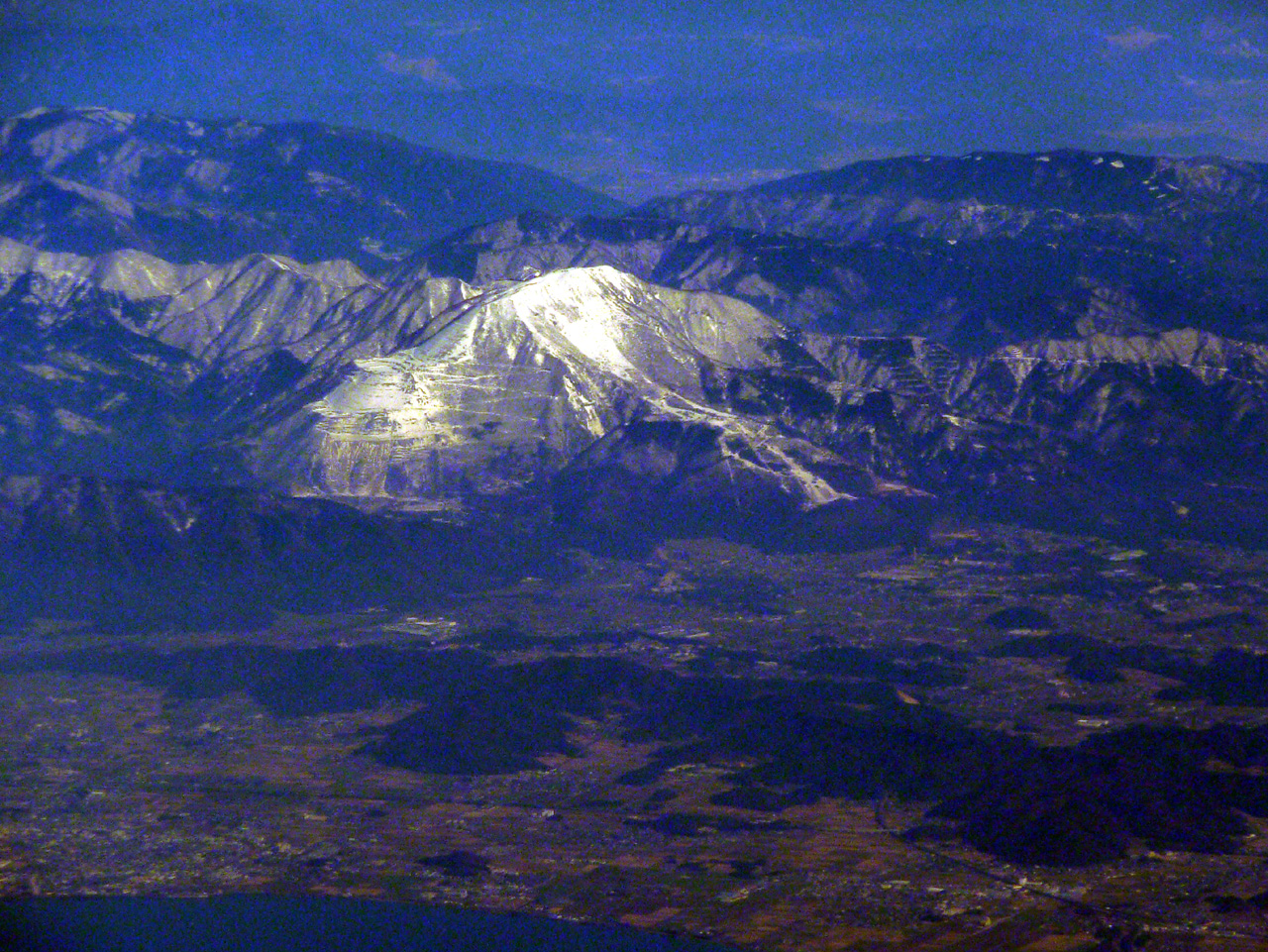
伊吹山露天掘り鉱山

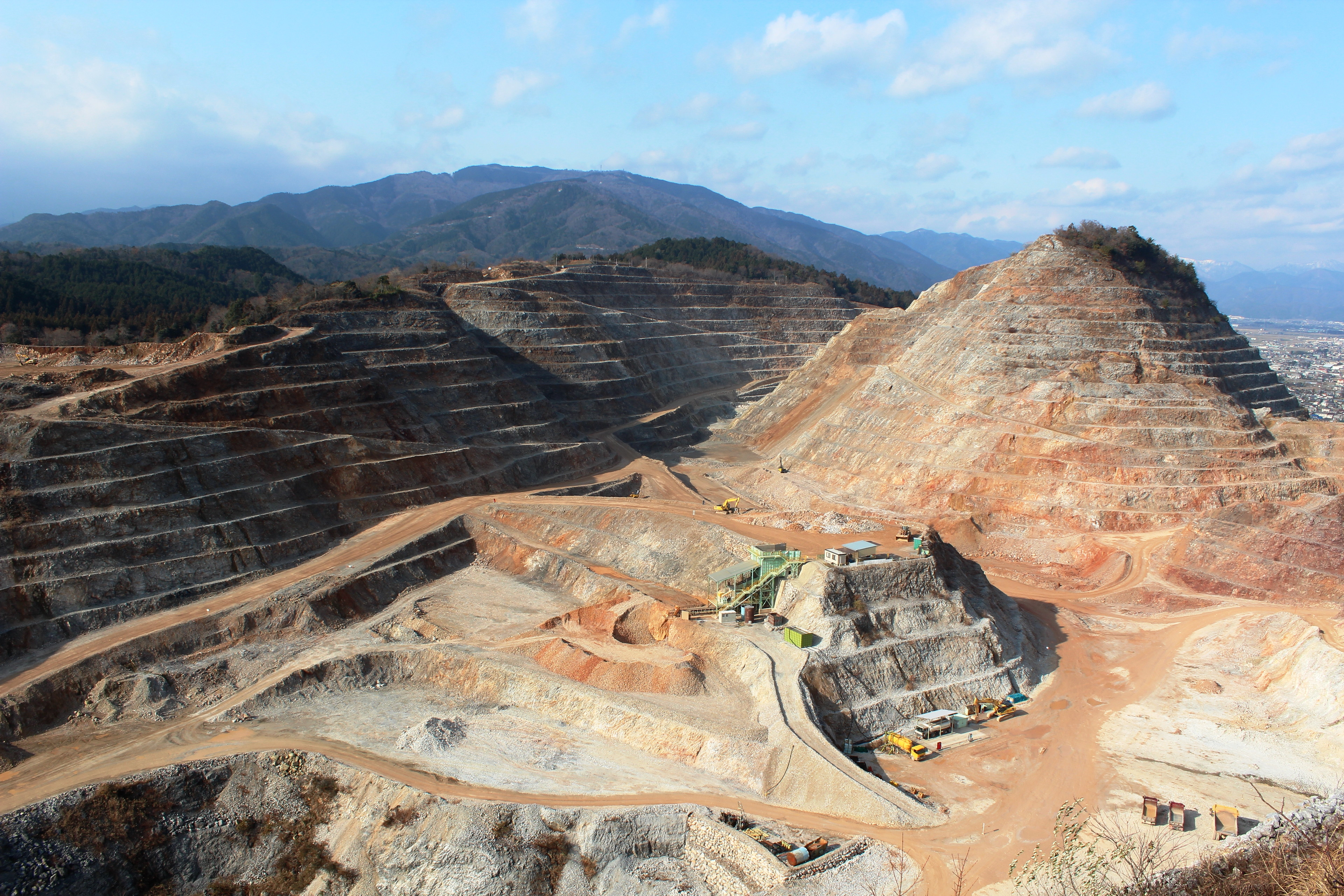
金生山の石灰岩露天掘り鉱山（岐阜県大垣市）

石灰岩は工業用に大量に採掘・使用されている。鉱石名は石灰石。
セメント
セメントは石灰岩から作られる。大きな山が順次削られて近くの工場に運ばれ、セメントに加工されている。
製鉄所
銑鉄を作る高炉に鉄鉱石・コークスと一緒に石灰岩を入れる。これは鉄鉱石中に含まれる雑多な岩石類などの不純物を、石灰岩が熱分解して生じる塩基性の生石灰（酸化カルシウム）と反応させ、溶融状態で高炉の外に取り出しやすくするためである。
消石灰（水酸化カルシウム）、漆喰の原料
石灰岩を高温で焼くと、生石灰が得られ、生石灰に水を加えると消石灰が得られる。
土壌改良材
炭酸カルシウムは弱アルカリ性であり、酸成分を中和する作用を有する。そこで化学肥料や有機物の分解で酸性に片寄った土壌を中和させるために石灰岩の粉末が使われる。更に即効性を求める場合には、石灰岩の誘導体で水に溶かせば強いアルカリ性となる消石灰や生石灰を使用する。
その他、ガラスの原料や白色の顔料の素材としても使われている。
日本には採掘しやすい場所に高品位の石灰岩が大量に存在する。石灰岩は数少ない国内で自給可能な鉱物資源である。しかし大規模な採掘により自然の地形が大きく改変され続けている。例えば右の伊吹山の写真では向かって左側の稜線が採掘によって幾何学的な直線状になっているのが分かる。

## ギャラリー
ここには石灰岩でできた山や、石灰岩起源の特徴的な景色を掲載した。

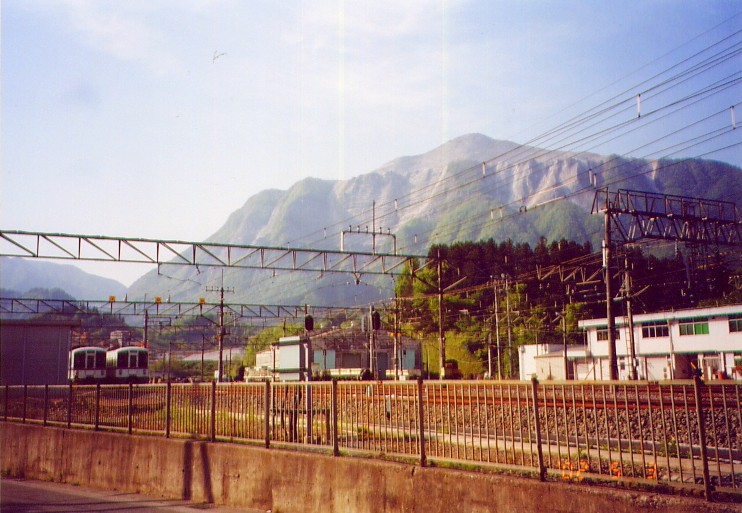
武甲山 (埼玉県)
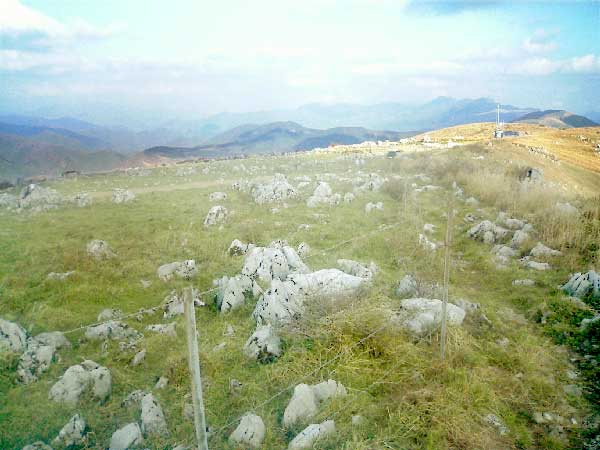
四国カルスト
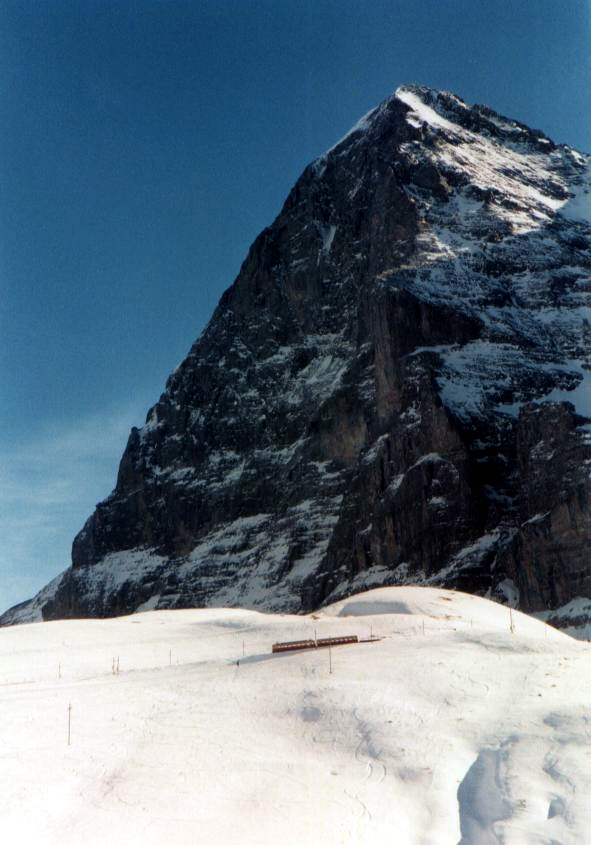
アイガー (スイス)
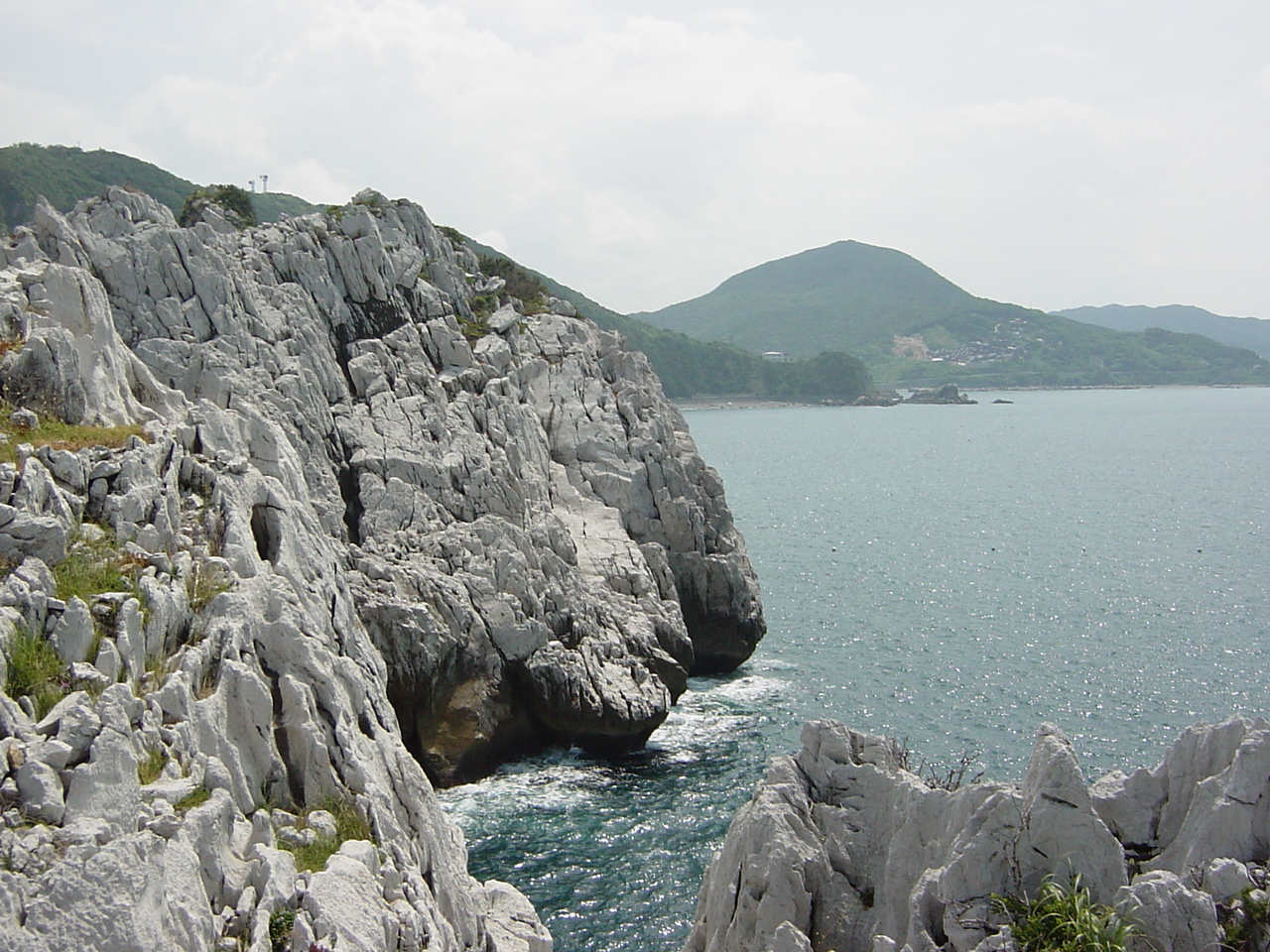
白崎海岸（和歌山県）
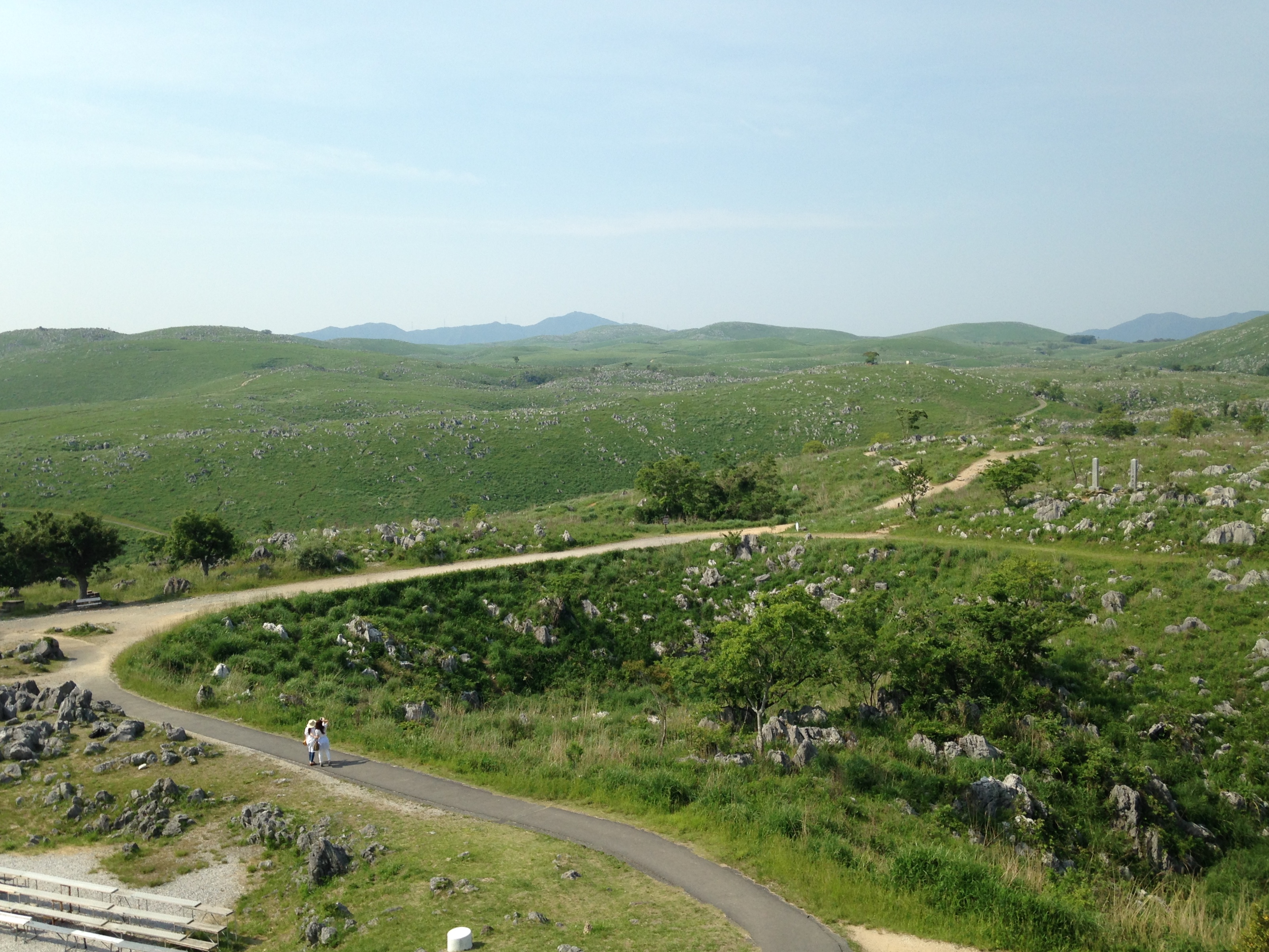
秋吉台 (山口県)